# 张知媛
张知媛（1979年8月30日—）是一名韩国女子跆拳道运动员。她在2004年雅典奥林匹克运动会中，参加了女子跆拳道比赛，并获得57公斤级项目金牌。除此之外，她也曾在2001年世界跆拳道锦标赛上夺冠。